# Perrosky
Perrosky es una banda chilena formada por los hermanos Alejandro y Álvaro Gómez, originalmente de la ciudad de Copiapó, Chile. Sus influencias incluyen el rock and roll, el folk y el blues.

## Inicios
El nombre “Perrosky” provino del apodo de niñez de Alejandro, quién originalmente interpretaba en solitario antes de formar un dúo con su hermano Álvaro.
Originalmente de Copiapó, Alejandro se mudó a Santiago para estudiar música, pero abandonó los estudios para formar la banda de garage rock Guiso con su hermano Álvaro, Álvaro Guerra, y Bernardita Martínez.

## Primeras canciones
En el 2001, inicialmente con un repertorio pequeño de canciones, Alejandro grabó su primera cinta con canciones acústicas, la cual llamó Añejo e hizo su debut en vivo en un pub en el barrio de Ñuñoa, Santiago. Después de esta actuación, Alejandro reclutó a su hermano Álvaro para que él tocara la batería, cambiando así el estilo de Perrosky a un sonido más eléctrico. A pesar de seguir tocando con Guiso, el dúo también empezó a actuar en Santiago y otras ciudades en Chile.

## Álbumes y festivales
En 2004, Perrosky lanzó un EP llamado Otra vez, el cual ellos más tarde combinaron con pistas de Añejo para formar su primer álbum, El ritmo y la calle, lanzado en 2007.
Desde entonces, Perrosky ha lanzado varios EP y LP que incluyen un disco llamado Doblando al español, el cual incluye versiones de canciones de Eddie Cochrane, Velvet Underground, Rolling Stones, Atahualpa Yupanqui y los chilenos Hielo Negro y Leo Quinteros.
Perrosky formó parte del line-up para la tercera edición de Lollapalooza Chile, la cual tuvo lugar en Santiago en abril de 2013.
En diciembre 03 del año 2016, participaron en el 1° Festival Fluvial, Música & Ciudad. En el encuentro se reunieron más de 100 agentes de la industria musical independiente proveniente de 11 países -entre los que destacaron las delegaciones de Australia y Canadá- y se ofrecieron cerca de 50 shows en vivo.Fluvial en Valdivia, Chile.

## Miembros
- Alejandro Gómez
- Álvaro Gómez

## Discografía
Álbumes originales
- Añejo (2001 - Algo Records)[5]
- El ritmo y la calle (2007 - Algo Records)
- Doblando al español (2008 - Algo Records)
- Tostado (2010 - Algo Records)
- Vivos (2013 - Algo Records)
- Cielo Perro (2016 - Algo Records)
- " Dos Caminos " (2024- Algo Records)

Otras ediciones
(EP, recopilaciones, discos en vivo, DVD, reediciones)
- Otra vez EP (2004 - Algo Records)
- Campante y sonante EP (2010)
- Son del montón EP (2010)

Colaboraciones
- Catedral en coma Vol. 3 (2008)
- Rumos (2009 - edición internacional)
- Primer almuerzo: sesiones para Radio Guerritas 2009 (2009)
- Música x memoria (2011)
- EP: El compilado (2012)